# Urbiés
Urbiés es una parroquia del concejo asturiano de Mieres.
La aldea, de gran tradición agrícola, llegó a contar con más de 40 hórreos. El resto de la parroquia acoge una serie de núcleos dispersos de economía igualmente tradicional. Contrasta con ellos el barrio de San Luis, construido como zona de vivienda para trabajadores a mediados del siglo XX, en la parte final de la vega de Turón. La iglesia parroquial de Urbiés data de 1970 y está dedicada a Santa María. Urbiés se segregó de la parroquia de San Martín de Turón en 1885.

## Etimología
Hay dos teorías que explican el origen del topónimo. La primera dice que proviene de una raíz hidronímica prerromana ur que significa "agua" y un sufijo -be, que significa "debajo de", que se correspondería con la situación de Urbiés debajo del nacimiento de las aguas del río Turón. La segunda dice que proviene de una raíz oronímica prerroma or, que signica "cumbre" y el sufijo ya mencionado -be, que también coincidiría con la posición de Urbiés debajo de las cumbres más altas del valle.

## Demografía
| Gráfica de evolución demográfica de Urbiés entre 2000 y 2023 |
|                                                              |
| Población de derecho según los censos de población del INE.  |

## Queso de Urbiés
El queso de Urbiés es un tipo de queso que se elabora en la parroquia. Es blando, untuoso y sin materia grasa, tampoco tiene forma definida.
Se utiliza leche entera de vaca, sin añadirle cuajo ni fermento. Su proceso de maduración dura entre seis y nueve meses, durante los cuales hay que remover la pasta para que el moho se extienda homogéneamente.
Se considera el queso más picante de todo el Principado de Asturias.

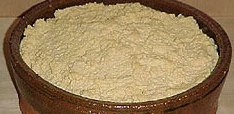
Queso de Urbiés en un molde.

## Núcleos de población
- Argalladas (Les Argayaes)
- Boyalvendi (Buyalbendi)
- Campa la Estrecha (La Campa les Treches)
- Cantiquín (El Cantiquín)
- Casa el Cantu (La Casa'l Quentu)
- Corral de Ujo (El Corraldusu)
- El Caborno (El Caburnu)
- El Collado (El Coḷḷéu)
- El Dochal (El Dochal)
- El Sobedorio (El Subiúriu)
- Entrerríos (El Quentu los Ríos)
- La Colladiella (La Coḷḷadieḷḷa)
- La Escosura (La Escosura)
- La Fabucosa (La Faucosa)
- La Faya Verde (La Fayaverde)
- La Granda (La Grande)
- La Jamonda (La Xamonda)
- Lago de Arriba (El Ḷḷeu)
- Llano Peral (El Yenu Peral)
- Llano Pomar (La Yana'l Pumar)
- Llano Reguera (El Yenu la Reguera)
- La Lláscara (La Ḷḷáscara)
- La Ḷḷomba
- Les Matieḷḷes
- La Molinera
- El Palacio
- El Paraor
- El Pidriru
- La Peruyal
- El Pindal
- Les Porqueres
- El Ricuncu
- Santolaya
- El Suquitu
- La Teyera
- Urbiés
- La Valdriana
- La Vaḷḷicuerra
- La Vega Ría
- La Vegona
- El Quentu la Frecha
- El Quentu.

## Localización
Ocupa el extremo sudoriental del concejo. Limita al norte con los concejos de Langreo y San Martín del Rey Aurelio, al este con el de Laviana, al sur con el de Aller y al oeste con la parroquia de Turón.